# Ottilienberg (Eppingen)

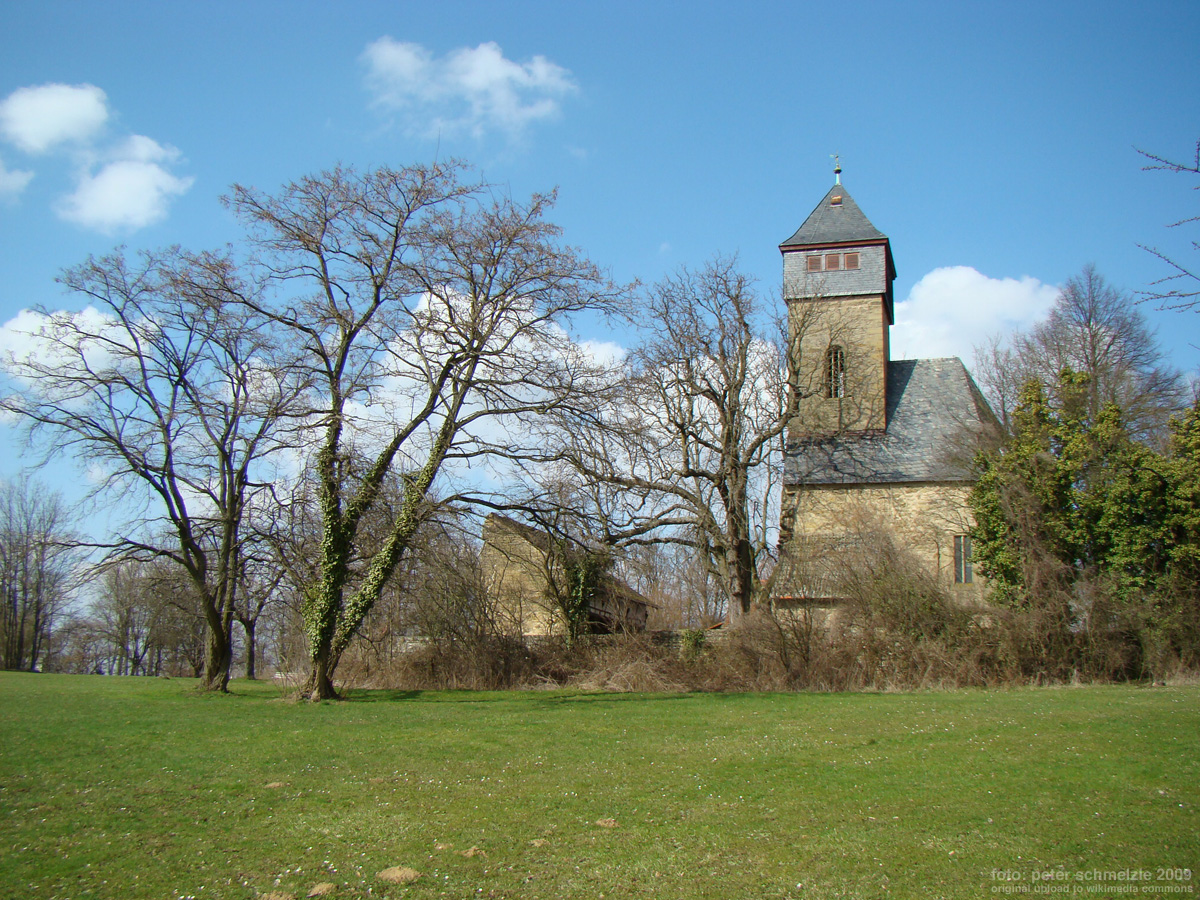
Historische Gebäude auf dem Ottilienberg

Der Ottilienberg ist ein Berg bei Eppingen im Landkreis Heilbronn im nördlichen Baden-Württemberg. Auf dem Berg, der schon in der Vorzeit kultisch genutzt worden sein soll, wurde im 15. Jahrhundert eine Wallfahrtskapelle errichtet. Im 17. Jahrhundert hat man den vorzeitlichen Ringwall um die Bergkuppe zu einer Festungsanlage ausgebaut. Die historischen Gebäude wurden im Zweiten Weltkrieg teilweise zerstört, die Kapelle wurde danach in veränderter Form wiederaufgebaut und war Denkmal des Monats im September 2015. In einem in der zweiten Hälfte des 20. Jahrhunderts entstandenen Neubaukomplex westlich der historischen Gebäude befindet sich auf dem Berg außerdem die zentrale Aus- und Weiterbildungsstätte des Christlichen Jugenddorfwerks Deutschlands (CJD).

## Geografie
Der Ottilienberg liegt etwa drei Kilometer südöstlich von Eppingen. Die 314,1 m ü. NHN hohe Erhebung liegt eingebettet im zum Heuchelberg zählenden Hardtwald. Die gerodete, etwa zwei Hektar große Kuppe des Ottilienbergs ist ein landschaftlich markantes Schilfsandstein-Oval (Stuttgart-Formation) mit steilen Hängen zum Gipskeuper (Grabfeld-Formation).

## Geschichte
Aufgrund der außergewöhnlichen geologischen Formation wird angenommen, dass das Hochplateau schon sehr früh als Zufluchts- und Kultstätte gedient hat. Siedlungsspuren wurden bereits aus der Jungsteinzeit gefunden. Die Anlage eines Ringwalls erfolgte vermutlich in der Hallstattzeit, sein Ausbau in der La-Tène-Zeit. Später soll sich ein römischer Tempel hier befunden haben.

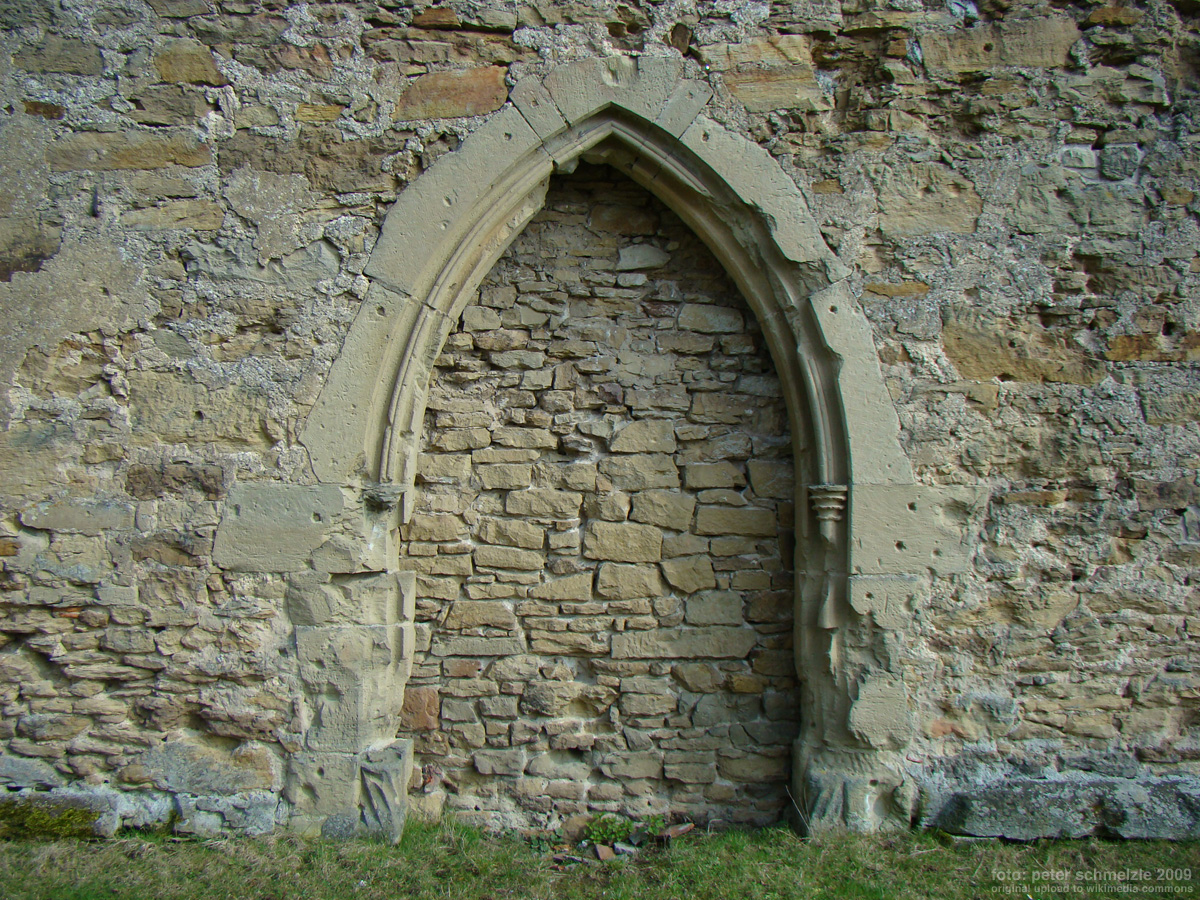
Ehemaliges Langhausportal der Kapelle

1473 wurde von den Geschwistern Hans und Metz von Gemmingen auf dem Berg eine der heiligen Ottilie geweihte Wallfahrtskapelle gestiftet, die auf der vom Ringwall umgebenen Kuppe des Berges auf älteren Fundamenten unbekannten Ursprungs errichtet wurde. Eine erhaltene Bauinschrift nennt neben dem Baujahr auch einen Meister Jacob als Baumeister. Die Kapelle wurde vom Wilhelmitenkloster Marienthal betreut, das bereits einigen Besitz im nahen Ort Mühlbach hatte. An der Südseite der Kapelle wurde ein Friedhof angelegt. Nördlich der Kapelle befand sich ein Wohn- und Wirtschaftsgebäude, dessen massive Bauteile mittelalterlichen Ursprungs waren. Im Zuge der Reformation verkauften die Wilhelmiten ihren Klosterbesitz in Mühlbach am 3. Juli 1546 an die Stadt Eppingen, die dadurch auch in den Besitz der Kapelle kam. Das Langhaus der Kapelle wurde vermutlich im Dreißigjährigen Krieg zerstört. Turm(stumpf) und Chor blieben erhalten, ebenso ein durch das Fehlen des eigentlichen Langhauses nun westlich des Chors isoliert stehender Langhausrest mit dem früheren Portal, den man zum landwirtschaftlichen Nebengebäude umgebaut hat. Der Wirtschaftshof diente unterdessen seit dem frühen 17. Jahrhundert als Jägerhaus, wovon sich die volkstümliche Bezeichnung Jägersberg für den Berg abgeleitet hat.
Unter dem Türkenlouis erfolgte 1697 der Ausbau des Ottilienbergs zur Artilleriefestung als zentrale Verteidigungsstellung der Eppinger Linien, wobei man beim Anlegen der Schanzen insbesondere die topografischen Gegebenheiten des vorzeitlichen Ringwalls nutzte. Der Ringwall bzw. die Schanzen sind noch ansatzweise zu erkennen, wenngleich sie durch spätere Maßnahmen wie die Anlage eines Steinbruchs, den Durchstich einer Zufahrtsstraße sowie Holzwirtschaft und Geländeplanierungen vielfach verändert wurden.
In der Mitte des 18. Jahrhunderts fanden zeitweilig wieder Wallfahrten und Prozessionen zur Kapelle statt, bevor der im Wirtschaftshof wohnende Förster 1782 die Kapelle schloss und den Kirchhof in einen Garten umwandelte. Später entwickelte sich der Ottilienberg zu einem beliebten Ausflugsziel der Menschen aus der Umgebung. Der Turm der ansonsten als Heuschober genutzten Kapelle konnte als Aussichtsturm bestiegen werden, anstelle des Försters war inzwischen ein Gastwirt Pächter des Anwesens. Im Untergeschoss des Wirtschaftsgebäudes war eine Gastwirtschaft eingerichtet, und der Wirt bot auch Fremdenzimmer an. 1928 wurden kleinere Renovierungsmaßnahmen durchgeführt. Zu jener Zeit wurde außerdem auch eine Trinkhalle bei der Kapelle errichtet.

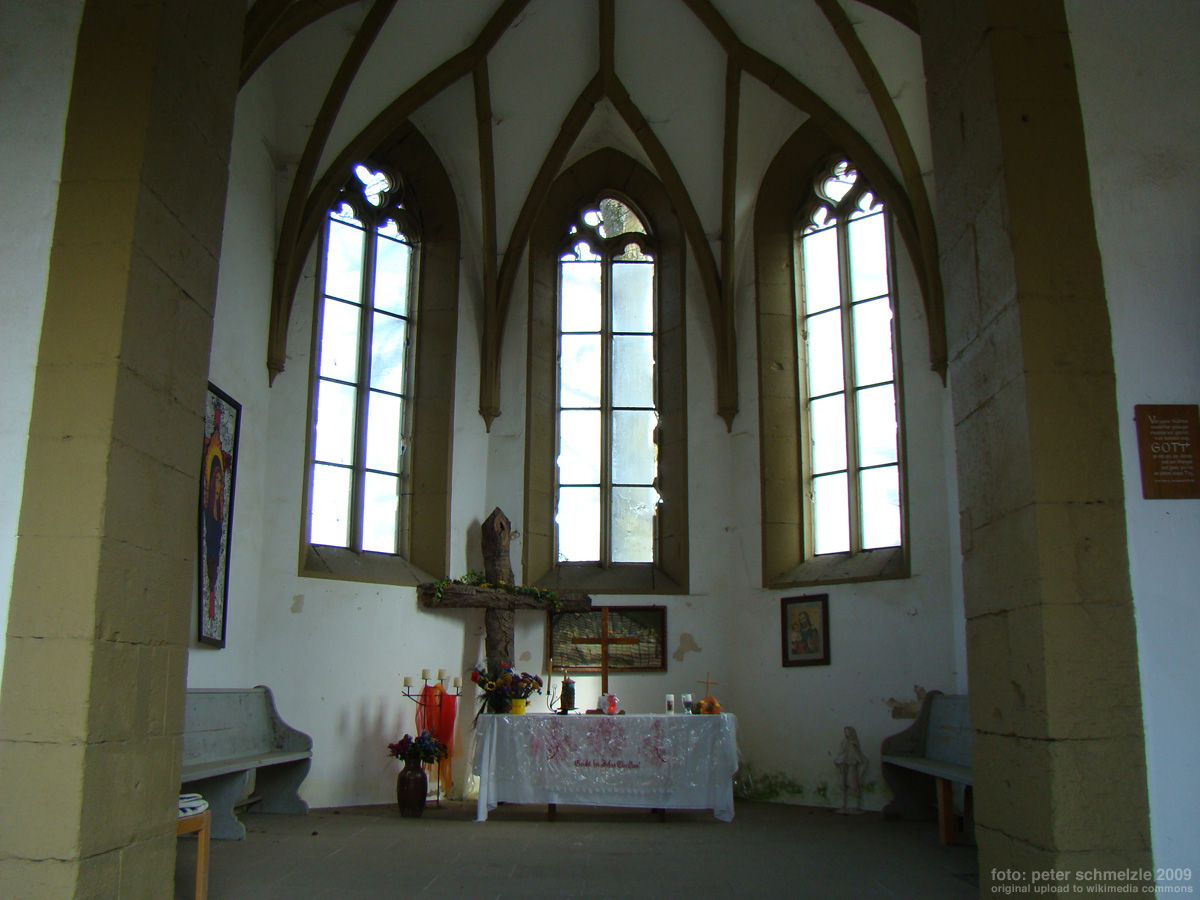
Chor der Wallfahrtskapelle

Im Zweiten Weltkrieg wurde die Anlage auf dem Ottilienberg am 5. April 1945 beschossen. Die Kapelle brannte aus, der Wirtschaftshof wurde zerstört. Bei den Aufräumarbeiten in der Anlage hat man 1946 die intakt gebliebene Trinkhalle als Fahrzeugschuppen in den städtischen Bauhof versetzt, außerdem gingen bei der Beseitigung des Trümmerschutts zahlreiche historische Steine verloren, die teils in den historischen Kirchhof einplaniert wurden. Die verbliebenen Gebäude erhielten vorerst Notdächer und die Anlage wurde zeitweilig einem heimatvertriebenen Landwirt aus Böhmen überlassen. 1952 wurden die Notdächer bei einem Sturm beschädigt. Die Kapelle wurde 1954/55 in vereinfachter halboffener Form und ohne Dachgauben wiederhergestellt, ihr Turm wiederaufgebaut und um einen Treppenturm ergänzt. 1966 einigte sich die Stadtverwaltung mit der evangelischen und katholischen Kirchengemeinde auf eine gemeinsame Nutzung der Kapelle. Seitdem finden dort gelegentlich wieder kirchliche Feiern statt, die Bestuhlung für die Gläubigen kommt dabei auf der Freifläche des früheren Langhauses und im zur Kapelle hin offenen Langhausrest zu stehen. Ein früheres Stallgebäude der historischen Anlage wurde 1976 dem Odenwaldklub überlassen, der es ausgebaut hat und dort gelegentlich Bewirtung anbietet.
Unterdessen hatte die Stadt 1951 begonnen, neue Wirtschaftsgebäude etwas westlich der historischen Gebäude zu errichten. Aus Geldmangel blieb es vorerst bei einem Rohbau, den man 1955 an das Betreuungs- und Erholungswerk für Hirnverletzte e. V. verkaufte. Doch auch dieser Verein, der zwar den Ausbau zum Kurheim vollbrachte, scheiterte mit seinen Nutzungsplänen, so dass die Neubauten zeitweise als Hotel und Gaststätte genutzt wurden, bevor 1967 die IHK Karlsruhe den Neubau erwarb und ihn 1973/74 erweiterte. Der Neubau beherbergt heute die Arnold-Dannenmann-Akademie, die zentrale Aus- und Weiterbildungsstätte des Christlichen Jugenddorfwerks Deutschlands (CJD).